# Karađorđeva (Zemun)
Ne doit pas être confondu avec Karađorđeva (Savski venac).
La rue Karađorđeva (en serbe cyrillique : Карађорђева) est située à Belgrade, la capitale de la Serbie, dans la municipalité de Zemun et dans le quartier de Donji Grad.
Elle est ainsi nommée en hommage à Karađorđe, « Karageorges » (1762-1817), qui fut l'instigateur du Premier soulèvement serbe contre les Ottomans.

## Parcours
La rue Karađorđeva naît au croisement de la rue 12. oktobra et du Karađorđev trg (dont elle constitue le prolongement). Elle s'oriente vers le nord-nord-ouest, croise la rue Danila Medakovića (à gauche) et se termine au croisement de la rue Stevana Markovića et de l'Avijatičarski trg, la « Place de l'Aviation » (qui en constitue le prolongement).

## Religion
Le couvent des Sœurs enseignantes de saint François, un couvent catholique est installé au n° 9 de la rue ; il dépend du diocèse de Syrmie et l'archidiocèse de Đakovo-Osijek.

## Culture
Le Théâtre de marionnettes Pinokio, un théâtre pour les enfants créé en 1972, se trouve au n° 9 de la rue.

## Économie
Un supermarché Mini Maxi se trouve au n° 1.

## Transports
La rue est desservie par trois lignes de bus de la société GSP Beograd, soit les lignes 84 (Zeleni venac – Nova Galenika), 704 (Zeleni venac – Zemun polje) et 707 (Zeleni venac – Mala pruga – Zemun polje).